# Грубишно-Поле
Грубишно-Поле (хорв. Grubišno Polje) — город в Хорватии, в центральной части страны, в Беловарско-Билогорской жупании. Население — 3171 человек в городе и 7523 человек во всей общине (2001).
Грубишно-Поле располагается у подножия южных склонов холмистой гряды Билогора. В 17 километрах к югу находится город Дарувар, в 24 километрах к северу — город Вировитица, в 35 километрах к северо-западу столица жупании Бьеловар. Через Грубишно-Полье проходит шоссе E 661: Будапешт — Вировитица — Баня-Лука (национальная дорога D5).
Грубишно-Поле впервые упомянуто в XIV веке. Во время турецкой оккупации в XVI веке город был полностью разорён, после освобождения от турок и перехода под австрийское господство отстроен заново и входил в состав Военной границы. В этот период здесь поселилось большое число колонистов из различных регионов Австрийской империи. В 1752 году построена приходская церковь св. Иосифа. Город серьёзно пострадал в ходе войны в Хорватии, но впоследствии был восстановлен. В 1991—1992 гг. хорватская армия и силы МВД провели в городе и окрестностях этнические чистки сербского населения, сопровождаемые убийствами. Помимо самого города, от сербов были очищены 18 близлежащих сел.
Национальный состав города, как и всей Беловарско-Билогорской жупании, неоднороден. В Грубишно-Поле, как и в соседнем Даруваре, проживает большая чешская община. По итогам переписи 2001 года 62,4 % населения города составляли хорваты, 18 % — чехи, 11,5 % — сербы и 3 — венгры.
Пруд «Бара» — популярное место отдыха местных жителей, находится в болотистых местах в окружении леса.